# Гамбийско-сенегальская граница
Гамбийско-сенегальская граница имеет протяжённость в 749 км, проходя по обе стороны реки Гамбия.

## Описание
В своей северо-западной части граница начинается у побережья Атлантического океана у местечка Джиннак-Крик, а затем тянется на восток по прямой линии. К западу от гамбийского города Нгейен-Санджал граница начинает идти примерно параллельно северному берегу реки Гамбия на расстоянии около 10 км от него. В районе гамбийских селений Коина и Кантале-Кунде она поварачивает на юго-восток, пересекает реку Гамбия и поворачивает обратно на запад, идя параллельно южному берегу реки на расстоянии также примерно 10 км. К востоку от гамбийского города Думбуту граница меняет направление на юг по прямой линии, затем под прямым углом поворачивает на запад, по прямой линии достигая реки Сан-Педро. После чего она тянятся вдоль русла этой реки до Атлантического океана.

## История

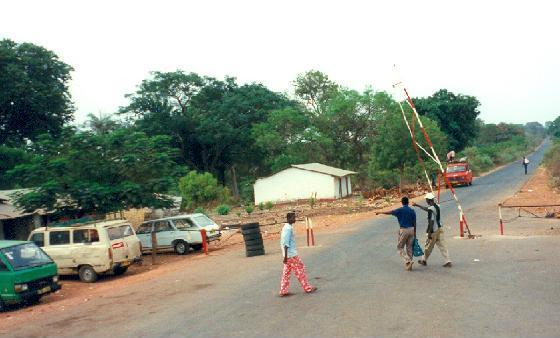
Переход на гамбийско-сенегальской границе

Начиная с XVII века Франция и Великобритания занимались исследованием территорий и торговлей вдоль побережья Западной Африки. В последующие столетия эти две державы боролись за господство в области Сенегамбия. В 1821 году Великобритания основала официальную колонию на побережье современной Гамбии, угрожавшую близлежащим французским прибрежным поселениям . В 1880-х годах между европейскими державами велась острая конкуренция за африканские территории, вылившаяся в  колониальный раздел Африки. Кульминацией этого процесса стала Берлинская конференция 1884 года, на которой заинтересованные европейские страны согласовали свои территориальные претензии и правила дальнейших действий в Африке. В итоге 10 августа 1889 года Франция и Великобритания подписали договор о границе между Гамбией и Сенегалом, согласно которому восточная Гамбии расширялась до Ярбутенды. Для обозначения границы на соответствующих участках были установлены столбы, в дальнейшем демаркация границы на местности проводилась в 1911 и 1925 годах.
В 1960 году Франция предоставила Сенегалу независимость, Гамбия же её обрела в 1965 году. В результате граница между ними обрела статус  межгосударственной. В 1976 году правительства двух стран по взаимному согласию согласовали некоторые незначительные корректировки границы на её самом восточном участке . С 1982 по 1989 год два государства были объединены в Конфедерацию Сенегамбия.